# دينيس كاري
دينيس كاري (بالإنجليزية: Denis Carey)‏ (و. 1909 – 1986 م) هو ممثل، من المملكة المتحدة، ولد في لندن، توفي في لندن، عن عمر يناهز 77 عاماً.

## وصلات خارجية
- دينيس كاري على موقع IMDb (الإنجليزية)
- دينيس كاري على موقع ألو سيني (الفرنسية)
- دينيس كاري على موقع أول موفي (الإنجليزية)
- دينيس كاري على موقع قاعدة بيانات الأفلام السويدية (السويدية)
- دينيس كاري على موقع قاعدة بيانات الفيلم (الإنجليزية)
- دينيس كاري على موقع كينوبويسك (الروسية)